# Горан Штурановић
Горан Штурановић је познати српски тренер и активиста из области Аикида.
Почео је да се бави Аикидоом 1981. године.
Тренерску школу за Аикидо и "JU JUTSU" завршио 1986. године.
Основао АК „Самурај“ 1992. године.
Организовао "YU Aikido Magazin" - „Први све Аикидо часопис на просторима Југославије“.
Основао је  „Штури Аикидо школу“ 2001. године.
Одржао и организовао велики број семинара и приказа Аикидоа (Ужице, Неготин, Ћуприја, Бечићи, Тиват, Крагујевац, Подгорица, Ковин, Вршац, Ватфорд УК... итд.)
Вежбао код познатих Јапанских мајстора: Кенји Шимизу (Београд, Бечићи, Херцег-Нови итд.), Сенсеи Тамура (Парис, Београд), Фуџита (Београд), Сенсеи Кисхомару Уешиба (Парис), Икеда (Београд), Јошигасаки Ки-Аикидо (Београд)...